# Ministri dei fondi europei della Romania
Questo elenco comprende i ministri dei fondi europei, i ministri dell'integrazione europea, i ministri degli affari europei e i ministri degli investimenti e dei progetti europei della Romania.

## Lista dei ministri
Tra il 4 gennaio 2017 e il 29 gennaio 2018 il Ministero dei fondi europei è stato in subordine al Ministero dello sviluppo regionale, della pubblica amministrazione e dei fondi europei. In tale periodo il ministro dei fondi europei ha rivestito un ruolo di delega ai fondi europei.
| Ministro | Ministro         | Ministro                              | Partito                                                                | Governo                    | Mandato           | Mandato          | Leg. |
| Ministro | Ministro         | Ministro                              | Partito                                                                | Governo                    | Inizio            | Fine             | Leg. |
| --- | ---------------- | ------------------------------------- | ---------------------------------------------------------------------- | -------------------------- | ----------------- | ---------------- | ---- |
| Integrazione europea (Ministerul integrării europene)                                                                                                   |                  |                                       |                                                                        |                            |                   |                  |      |
| |                  | Hildegard Puwak (1949-2018)           | Partito della Democrazia Sociale di Romania Partito Social Democratico | Governo Năstase            | 28 dicembre 2000  | 20 ottobre 2003  | IV   |
| |                  | Vasile Pușcaș (ad interim) (1952)     | Partito Social Democratico                                             | Governo Năstase            | 20 ottobre 2003   | 27 novembre 2003 | IV   |
| |                  | Alexandru Fărcaș (1959)               | Partito Social Democratico                                             | Governo Năstase            | 27 novembre 2003  | 28 dicembre 2004 | IV   |
| |                  | Ene Dinga (1956)                      | Partito Democratico                                                    | Governo Tăriceanu I        | 29 dicembre 2004  | 22 agosto 2005   | V    |
| |                  | Anca Boagiu (1968)                    | Partito Democratico                                                    | Governo Tăriceanu I        | 22 agosto 2005    | 5 aprile 2007    | V    |
| Il 5 aprile 2007 ministero dismesso Dal 20 settembre 2011 Affari europei (Ministerul afacerilor europene)                                               |                  |                                       |                                                                        |                            |                   |                  |      |
| |                  | Leonard Orban (1961)                  | Indipendente                                                           | Governo Boc II             | 20 settembre 2011 | 9 febbraio 2012  | VI   |
| Governo Ungureanu | 9 febbraio 2012  | Leonard Orban (1961)                  | Indipendente                                                           | 7 maggio 2012              |                   |                  | VI   |
| Governo Ponta I | 7 maggio 2012    | Leonard Orban (1961)                  | Indipendente                                                           | 21 dicembre 2012           |                   |                  | VI   |
| Fondi europei (Ministerul fondurilor europene) Dal 4 gennaio 2017 al 29 gennaio 2018 Delega ai fondi europei (Ministru delegat pentru fonduri europene) |                  |                                       |                                                                        |                            |                   |                  |      |
| |                  | Eugen Teodorovici (1971)              | Partito Social Democratico                                             | Governo Ponta II           | 21 dicembre 2012  | 5 marzo 2014     | VII  |
| Governo Ponta III | 5 marzo 2014     | Eugen Teodorovici (1971)              | Partito Social Democratico                                             | 17 dicembre 2014           |                   |                  | VII  |
| Governo Ponta IV | 17 dicembre 2014 | Eugen Teodorovici (1971)              | Partito Social Democratico                                             | 30 marzo 2015              |                   |                  | VII  |
| Governo Ponta IV |                  |                                       | Marius Nica (1980)                                                     | Partito Social Democratico | 30 marzo 2015     | 17 novembre 2015 | VII  |
| |                  | Aura Carmen Răducu (1956)             | Indipendente                                                           | Governo Cioloș             | 17 novembre 2015  | 27 aprile 2016   | VII  |
| |                  | Cristian Ghinea (1977)                | Indipendente                                                           | Governo Cioloș             | 27 aprile 2016    | 26 ottobre 2016  | VII  |
| |                  | Dragoș Cristian Dinu (1978)           | Indipendente                                                           | Governo Cioloș             | 27 ottobre 2016   | 4 gennaio 2017   | VII  |
| |                  | Mihaela Toader (?)                    | Indipendente                                                           | Governo Grindeanu          | 4 gennaio 2017    | 23 febbraio 2017 | VIII |
| |                  | Rovana Plumb (1960)                   | Partito Social Democratico                                             | Governo Grindeanu          | 23 febbraio 2017  | 29 giugno 2017   | VIII |
| Governo Tudose | 29 giugno 2017   | Rovana Plumb (1960)                   | Partito Social Democratico                                             | 17 ottobre 2017            |                   |                  | VIII |
| Governo Tudose |                  |                                       | Marius Nica (1980)                                                     | Partito Social Democratico | 17 ottobre 2017   | 29 gennaio 2018  | VIII |
| |                  | Rovana Plumb (1960)                   | Partito Social Democratico                                             | Governo Dăncilă            | 29 gennaio 2018   | 24 aprile 2019   | VIII |
| |                  | Eugen Teodorovici (ad interim) (1971) | Partito Social Democratico                                             | Governo Dăncilă            | 24 aprile 2019    | 7 giugno 2019    | VIII |
| |                  | Roxana Mânzatu (1980)                 | Partito Social Democratico                                             | Governo Dăncilă            | 7 giugno 2019     | 4 novembre 2019  | VIII |
| |                  | Marcel Boloș (1968)                   | Partito Nazionale Liberale                                             | Governo Orban I            | 4 novembre 2019   | 14 marzo 2020    | VIII |
| Governo Orban II | 14 marzo 2020    | Marcel Boloș (1968)                   | Partito Nazionale Liberale                                             | 23 dicembre 2020           |                   |                  | VIII |
| Investimenti e progetti europei (Ministerul investițiilor și proiectelor europene)                                                                      |                  |                                       |                                                                        |                            |                   |                  |      |
| |                  | Cristian Ghinea (1977)                | Alleanza 2020 USR PLUS                                                 | Governo Cîțu               | 23 dicembre 2020  | 7 settembre 2021 | IX   |
| |                  | Florin Cîțu (ad interim) (1972)       | Partito Nazionale Liberale                                             | Governo Cîțu               | 8 settembre 2021  | 25 novembre 2021 | IX   |
| |                  | Dan Vîlceanu (1979)                   | Partito Nazionale Liberale                                             | Governo Ciucă              | 25 novembre 2021  | 7 aprile 2022    | IX   |
| |                  | Marcel Boloș (1968)                   | Partito Nazionale Liberale                                             | Governo Ciucă              | 7 aprile 2022     | 15 giugno 2023   | IX   |
| |                  | Adrian Câciu (1974)                   | Partito Social Democratico                                             | Governo Ciolacu I          | 15 giugno 2023    | 23 dicembre 2024 | IX   |
| |                  | Marcel Boloș (1968)                   | Partito Nazionale Liberale                                             | Governo Ciolacu II         | 23 dicembre 2024  | In carica        | X    |